# 瀬戸丸 (仁堀連絡船)
瀬戸丸（せとまる）は、日本国有鉄道（国鉄）鉄道連絡船の仁堀連絡船の船舶である。
仁堀航路で最初の新造船であり、最後の船となった。
（宇高連絡船の瀬戸丸とは別の船体である。紫雲丸を参照。）

## 概略
仁堀航路は宇高航路を補助する目的で開設された航路であるが、開設当初の長水丸、水島丸をはじめ、他の航路の船舶を再利用していたものである。また、1950年代には慢性的な赤字を抱え始めていた。
そのような状態で、仁堀航路は自動車運送（カーフェリー）で活路を開こうとして、1964年（昭和39年）12月、大島連絡船から転籍してきた大島丸（1961年就航）で自動車運送を開始する。大島丸は1965年（昭和40年）に安芸丸に改称後、1966年（昭和41年）には自動車搭載場を拡張し、2t車8台に増強する。この自動車運送が好評になったため、仁堀航路で最初の新造船が建造されることとなる。
新造船の瀬戸丸は臼杵鉄工所が製造し、1974年（昭和49年）11月29日竣工。自動車24台を搭載可能であった。しかし、建造中に発生したオイルショックにより材料費が高騰したため、造船所と国鉄で建造費のトラブルが発生し、仁堀航路に就航したのは1975年（昭和50年）3月9日のことである。
仁堀航路は1日2往復の運航ということもあり、思った以上の成果は上がらず、1982年（昭和57年）6月30日、仁堀航路は廃止となる。それにともない、瀬戸丸も運航を終了する。瀬戸丸は長崎県生月町のフェリーいきつきに売却、「第五フェリーいきつき」に改名し運航。1991年に生月大橋開通により航路廃止、インドネシアに売却された。

## プロフィール
- 総トン数：399t
- 全長：43.6m
- 全幅：10.2m
- 定員：200名
- 自動車：24台
- 航海速力：14.3kt（最高速度）